# Croatie unie à la Hongrie

Croatie unie à la Hongrie

Pour les articles homonymes, voir Croatie (homonymie).
1102–1527
Entités précédentes :
- Royaume de Croatie

Entités suivantes :
- Royaume de Croatie
- Krajina croate

L'union du royaume de Croatie à celui de Hongrie à partir du XIIe siècle est un événement majeur de l'histoire de l'Europe du Sud-Est.
La région était dirigée au nom du roi par un ban, faisant de ce titre préexistant l'un des plus élevés de Croatie. Un seul ban gouvernant toutes les provinces de Croatie jusqu'en 1225, date à laquelle l'autorité sera divisée entre un ban pour la Slavonie, et un ban pour la Dalmatie et la Croatie. Après 1345 ces deux positions seront occupées tour à tour par la même personne, et finalement regroupées en une seule en 1476.
Vers la fin du XVe siècle, les guerres ottomanes atteignent aussi la Croatie : après la bataille de Corbavie, livrée en 1493, et l'échec subi par les troupes croates et hongroises à Mohács le 29 août 1526, le nord-ouest du pays autour de Zagreb (Agram) a été intégré dans la monarchie de Habsbourg, le reste étant un sandjak de l'Empire ottoman.

## Féodalisme

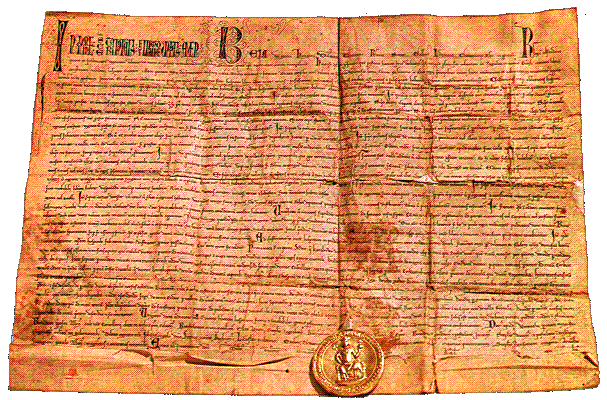
La bulle d'or du roi Béla IV de Hongrie

La mort en 1089 sans héritier du roi Dmitar Zvonimir, dans des circonstances obscures, marqua l'extinction de la dynastie Trpimirović qui régnait sur la Croatie depuis 845 ; son dernier parent direct Étienne II meurt deux ans plus tard. Le roi Ladislas Ier de Hongrie, le beau-frère du roi défunt issu de la dynastie des Árpád, a pénétré dans la Croatie ; toutefois, en même temps, il devait combattre les Coumans en Hongrie et décida d'installer son neveu Álmos sur le trône. À la mort du roi Ladislaus en 1095, le frère aîné d'Álmos, Coloman, lui succède et imposa par les armes sa domination sur le pays. 

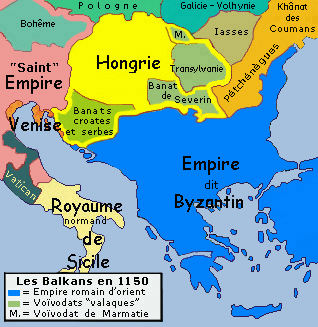
Les Balkans vers 1150.

Après onze ans de crise de succession, en 1102, Coloman passa un accord avec les joupans  — la Pacta conventa — et se fit couronner « roi de Croatie et de Dalmatie » à Biograd. Depuis son couronnement en union personnelle, le traité — dont l'authenticité fut contestée par certains historiens — valut comme charte juridique de base dans les relations entre la Croatie et la Hongrie. Si la Croatie restait de jure un état distinct et put garder son parlement (Sabor), son vice-roi (ban) local et le statut de sa noblesse, elle ne disposait de facto que de peu d'autonomie et était gouvernée par les souverains hongrois.
En 1116, le roi Coloman a été suivi par son fils, Étienne II ; puis, en 1131, par Béla II, fils d'Álmos, qui épousa Hélène de Rascie, fille du grand-prince Uroš Ier Vukanović. 
En 1137, les seigneurs de Bosnie (Duché de Rama) s’associent au royaume de Hongrie-Croatie dont le souverain porte désormais aussi le titre de « Rex Ramae ». Au milieu du XIIe siècle, après plusieurs postes en Hongrie et en Rascie, le comte de Raška Beloš Ier devient à la fin de sa vie ban de Croatie.
Les rois de Hongrie ont introduit une variante du système féodal. De larges fiefs sont accordés à ceux qui sont prêts à les défendre contre les incursions extérieures, ce qui assure ainsi la protection du pays tout entier. Cependant, en permettant à la noblesse d'accroître son pouvoir économique et militaire, le royaume perd de son influence au profit de familles comme les Frankopan, les Šubić, les Nelipčić, les Kačić, les Kurjaković, les Drašković, ou les Babonić. La « bulle d’or » rédigée en 1222 par André II de Hongrie (Andrija, András) réduit l’absolutisme royal à l'égard de la noblesse croate et hongroise. 
Détournant à leur profit la quatrième croisade, les Vénitiens s’emparent de Zadar en 1202, la plus importante ville côtière de Dalmatie supérieure. En 1205, la ville libre de Dubrovnik reconnaît la suzeraineté de la République maritime de Venise. Durant cette période, les Templiers, les Hospitaliers et Venise acquièrent une quantité considérable de terres en Croatie.
Les futurs rois cherchent à rétablir leur influence en donnant certains privilèges aux cités, qui peuvent devenir des Quartiers Royaux ou des Villes Royales Libres (similaires aux Villes Impériales Libres du Saint-Empire romain germanique), et qui obtiennent la protection du roi contre les seigneurs en échange de leur soutien. En 1242, le roi Béla IV accorde à Zagreb le statut de « ville royale libre ».
Les princes de Bribir issus de la famille des Šubić deviennent particulièrement influents  entre 1272 et 1312 grâce à Paul I Šubić de Bribir(Pavao Šubić Bribirski)), qui prend le contrôle de larges parts de la Dalmatie, de la Slavonie et de la Bosnie à la suite du conflit qui opposait les dynasties d'Árpád et d'Anjou. Après l'extinction de la lignée des Árpád en 1301, les souverains hongrois de la maison capétienne d'Anjou gouvernèrent le pays jusqu'à la mort de la reine Marie en 1395. Dès 1301, Charles Robert de Hongrie (Karlo, Károly Róbert) fut prétendant au trône de Hongrie et de Croatie mais il ne fut définitivement couronné qu'en 1309. La paix de Zadar scella en 1358 la défaite des Vénitiens face à Louis Ier de Hongrie (Ludovik, Lajos), marqua la réunification de la Dalmatie à la couronne croate au sein du royaume commun et prévit la reconnaissance de la suzeraineté hungaro-croate sur la république de Raguse. En 1377, la province de Bosnie s’émancipa définitivement de la tutelle hungaro-croate et devient un royaume indépendant sous la dynastie des Kotromanić, lequel engloba alors la majeure partie de la Dalmatie.
La famille des Angevins réagit face à la noblesse croate. La famille Šubić est évincée de ses domaines (la famille Zrinski en sera une branche importante). Les nobles hongrois, las des violences de leur roi Sigismond Ier du Saint-Empire, se révoltèrent, l'emprisonnèrent à son retour de croisade. Ils élisent Ladislas Ier de Naples pour succéder à Sigismond sur le trône de Croatie et ils le couronnent à Zara. Mais Sigismond s'évade, reprend la couronne et Ladislas, occupé par d'autres projets, se désintéresse de la Croatie. Lors du « Sabor sanglant de Križevci » en 1397, Sigismond fait massacrer plusieurs seigneurs croates qui lui étaient hostiles afin de se venger de leur « trahison ».  Affaibli par des luttes dynastiques, Ladislas cède la Dalmatie croate à la République de Venise en 1409 contre 100 000 ducats d'or.
En 1483, moins de trente ans après la Bible de Gutenberg, le premier missel en caractères glagolitiques croates est imprimé à Senj.

## Les guerres ottomanes

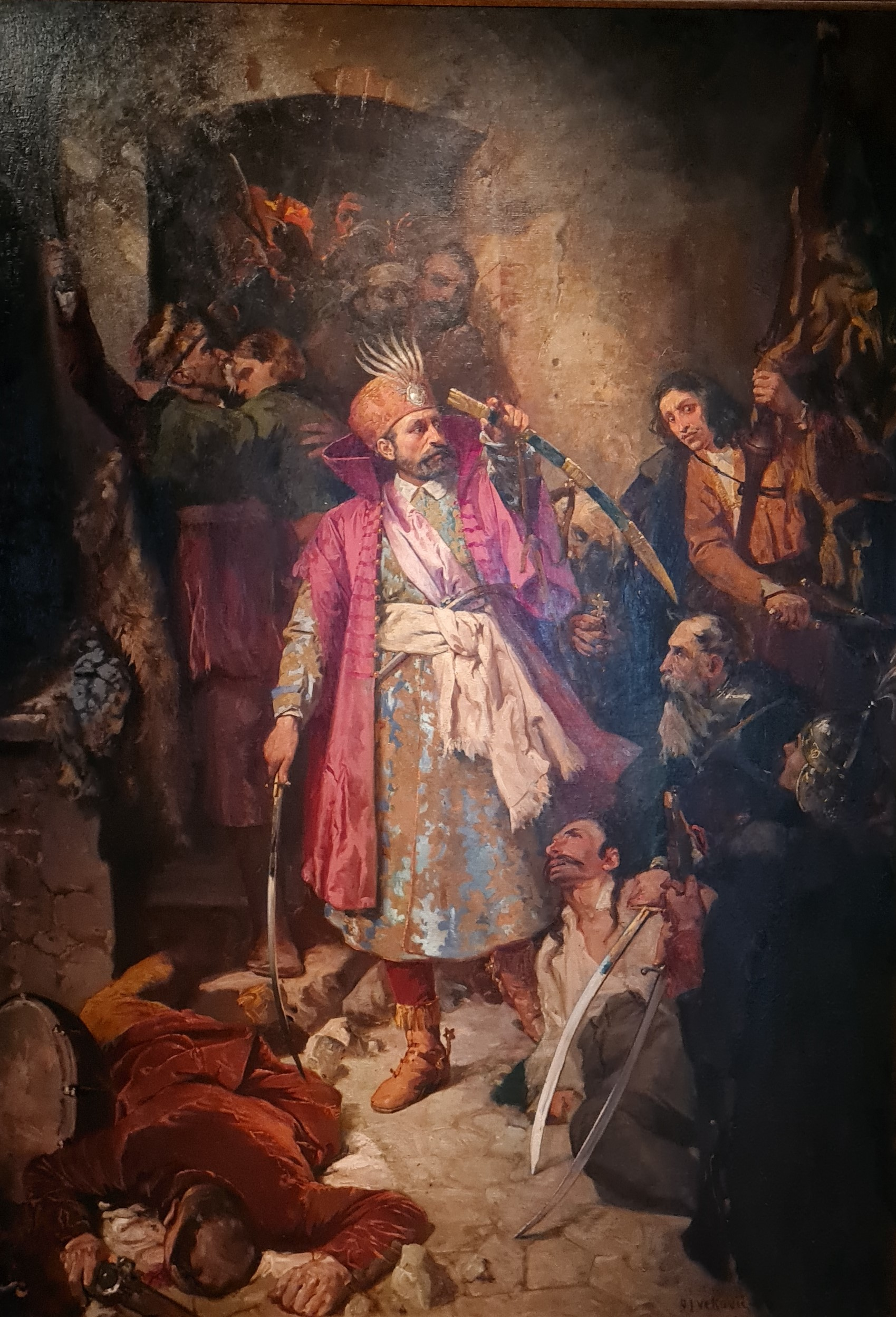
Nikola Šubić Zrinski

Lorsque débutent les guerres ottomanes en Europe, la Croatie se trouve une fois de plus à la frontière entre deux grandes puissances de cette partie du monde. Les Croates contribuent avec le frère Jean de Capistran à la victoire chrétienne sur les Ottomans au siège de Belgrade en 1456. Mais après la Bosnie et l’Herzégovine voisines, les Turcs s'attaquent à la Croatie et lui infligent en 1493 une importante défaite lors de la bataille de Corbavie dans la région de Lika. Cet évènement marque le début de l’amputation par les Ottomans de près de la moitié de la Croatie, suivie de l’islamisation de la population locale (tout particulièrement dans la région dite de la « Croatie turque », territoire situé entre les rivières Una et Vrbas). Les forces ottomanes ont conquis d'importantes régions au sud de Gvozd et en Slavonie orientale.
Le pape Léon X appelle la Croatie le front de la Chrétienté (Antemurale Christianitatis) en 1519, en regard des contributions importantes de plusieurs soldats croates dans la lutte contre les Turcs. Parmi eux on peut citer le ban Petar Berislavić, qui l'emporte à Dubica sur la rivière Una en 1513, le capitaine de Senj, Petar Kružić, qui défend la forteresse de Klis pendant 15 ans, le capitaine Nikola Jurišić, qui repousse une force turque plus importante en route vers Vienne en 1532, ou le ban Nikola Šubić Zrinski, qui aide à sauver la ville de Pest de l'occupation en 1542 et combat à la bataille de Szigetvár en 1566.
La bataille de Mohács en 1526 est un événement crucial, au cours duquel le règne de la dynastie Jagellon est anéanti par la mort du Roi Louis II. La victoire de Mohács ouvre aux Ottomans la porte de la Hongrie dont ils occuperont une grande partie. Cette défaite souligne l'incapacité du système militaire féodal de la Chrétienté à stopper les Ottomans, qui resteront une menace majeure pendant des siècles. À la suite de la mort du roi Louis II de Hongrie à la bataille de Mohács en 1526, les états généraux réunis au château de Cetin élurent son beau-frère Ferdinand Ier de Habsbourg roi de Croatie, tandis qu'il se trouve encore en lutte pour souveraineté hongroise, intégrant par là le territoire dans la monarchie de Habsbourg.